# Шуберт, Фёдор Фёдорович
Фёдор Фёдорович Шуберт (Теодор Фридрих фон Шуберт, нем. Theodor Friedrich von Schubert; 12 (23) февраля 1789 год, Санкт-Петербург — 15 ноября 1865 года, Штутгарт, Германия) — русский учёный-геодезист, генерал от инфантерии, директор Военно-топографического и гидрографического депо, первый руководитель Корпуса топографов, почётный член Морского учёного комитета. Действительный член Русского географического общества с 19 сентября (1 октября) 1845 года. Дед Софьи Ковалевской.

## Биография
Ф. Ф. Шуберт родился в Санкт-Петербурге и был единственным сыном выдающегося астронома, академика, директора библиотеки Российской Академии наук — Фёдора Ивановича Шуберта (1758—1825) от брака с баронессой Луизой Фредерикой Кронгельм (1764—1819). До одиннадцатилетнего возраста он воспитывался дома. Обучением подростка занимались лучшие учителя и сам Ф. И. Шуберт. Особое внимание уделялось изучению математики и иностранных языков. В 1800 году Шуберт поступил в St.Petri-Schule, не закончив которую, он в июне 1803 года, в возрасте 14 лет был определён колонновожатым при свите его Императорского Величества по квартирмейстерской части. Инженер-генерал П. К. Сухтелен, начальник квартирмейстерской службы армии, сумел привить юноше интерес к топографии и геодезии, который сохранился в нём до конца дней.

## Начало научной деятельности и военная служба

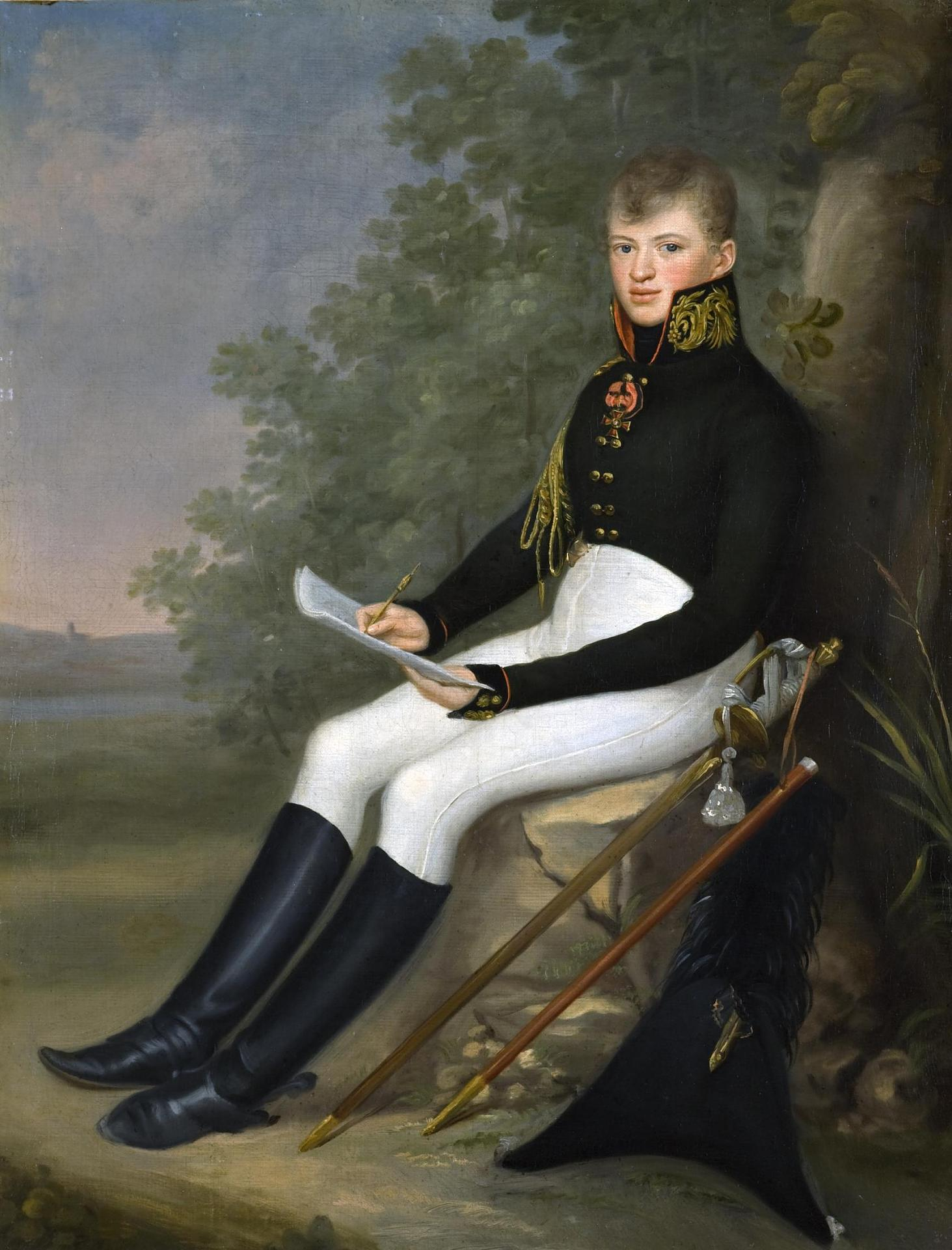
Портрет работы Яна Гладыша, 1807 г.

В 1804 году Шуберт, в должности колонновожатого Свиты Его Императорского Величества по квартирмейстерской части был командирован для астрономических и геодезических работ сначала в Полоцк, а затем в Олонецкую и Архангельскую губернии. В 1805 году Шуберт вместе с отцом сопровождал посольство графа Головкина в Китай, причём в пути занимался астрономическими вычислениями и составил топографический маршрут путешествия. В 1806 году Шуберт получает командировку в Нарву и Ревель для геодезической съёмки. Начавшиеся военные действия на время приостановили его научную деятельность, и с кампании 1806—1807 гг. начинается его боевая служба. В качестве подпоручика Генерального штаба он принимал участие в сражении под Прейсиш-Эйлау, был тяжело ранен в грудь и левую руку и за отличие получил Орден Св. Владимира 4-й степени с бантом.
По выздоровлении Шуберт, уже в чине поручика, был назначен в действовавшую в Финляндии армию графа Буксгевдена. Здесь, во время русско-шведской войны 1808—1809 годов, он принимал участие в сражениях при Форсбю, Дегердале, Ревергольме и Толснесе и был при взятии крепости Гангеуда. В феврале 1809 г. с колонной генерал-майора Сазонова Шуберт перешёл по льду на Аландские острова, а летом того же года, состоя при канцлере, графе Румянцове, работал по налаживанию дипломатическим отношений со шведским кабинетом. Затем через несколько месяцев Шуберт был назначен в депо по квартирмейстерской части, а в следующем году получил командировку в Або для производства топографической съёмки Финляндии.
В 1810 году Шуберт снова принял участие в военных действиях, на этот раз в молдавской армии графа Каменского 2-го. В войне против турок Шуберт был при осаде крепости Силистрии, штурме Рущука, в сражениях под Шумлой и при селении Ботине (причём в последнем был легко ранен пулей в ногу), участвовал в экспедиции отряда генерал-майора графа Воронцова и, наконец, во взятии городов Ловчи, Плевны и Сельви. За выказанное отличие Шуберт был награждён капитанскими эполетами и золотой шпагой «За храбрость».
Во время Отечественной войны 1812 года Шуберт в звании квартирмейстера 2-го кавалерийского корпуса находился в ведении ген.-адъютанта барона Корфа. Корпус состоял в авангарде 1-й армии и принимал участие в сражениях под Свенцянами, Витебском, Смоленском и Бородиным, где Фёдор Фёдорович получил ранение. В рапорте о действиях корпуса во время Бородинской битвы Ф. К. Корф отметил Шуберта, помогавшего ему под жесточайшим картечным огнём удержать, приведённые в расстройство кавалерийские полки, подавая пример солдатам своей храбростью.Затем в составе корпуса графа Милорадовича, Шуберт участвовал в сражениях при Чирикове, Воронове, Ванкове, Тарутине. Во время преследования французов Шуберт участвовал в сражениях под Малым Ярославцем, Вязьмой и Красным. За кампанию 1812 г. Шуберт был награждён Орденом Св. Анны 2-й степени, тем же орденом, осыпанным алмазами, чином подполковника и дважды Высочайшей благодарностью. В 1813 году, находясь в том же корпусе гр. Милорадовича, он участвовал в обложении крепости Глогау, в сражениях при селениях Предени и Вальтгейме, под Дрезденом, Бишофсвердом, Бауценом, Рейхенбахом, Цоптеном, Кацбахом, Вартенбургом и в других делах силезской армии. Наконец, Шуберт сражался под Лейпцигом. Исполняя важные поручения по Генеральному штабу, он обратил на себя внимание союзных главнокомандующих и был награждён прусскими орденами «За заслуги» и Красного Орла 3-го класса, шведским орденом Меча и чином полковника.
В 1814 г. Шуберт, находясь в армии Блюхера, принял участие в делах под Сезаном, Нельи, Фершампенуазом, Парижем и, по возвращении войск в Россию, был назначен обер-квартирмейстером гвардейского пехотного корпуса, но с открытием кампании 1815 г. был с тем же званием переведён в гренадерский корпус и в армии фельдмаршала Барклая-де-Толли направился к Рейну. Состоя в русском авангарде, находившемся под начальством генерал-адъютанта гр. Ламберта, Шуберт участвовал в блокаде крепости Метца и в нескольких делах под ней. После вторичного занятия Парижа союзными войсками он получил командировку в Арденны и Аргоны для военного обозрения обеих горных цепей, по выполнении которой участвовал в общем смотре русских войск под Вертю. Вскоре за тем он был назначен квартирмейстером корпуса войск, оставленного временно во Франции под начальством графа Воронцова, причём в этом звании занимался топографическими работами и сделал съёмку пространства между реками Шельдой и Маасом.
Масон. Вслед за отцом занимал видные должности в российском масонстве, был 2-м надзирателем Великой ложи Астрея в Петербурге. В Русском оккупационном корпусе стал членом-основателем масонской ложи «Георгия Победоносца» в Мобёже, был её 1-м надзирателем и мастером стула.
Являлся одним из директоров Симфонического общества в Санкт-Петербурге.

## Научная и административная деятельность

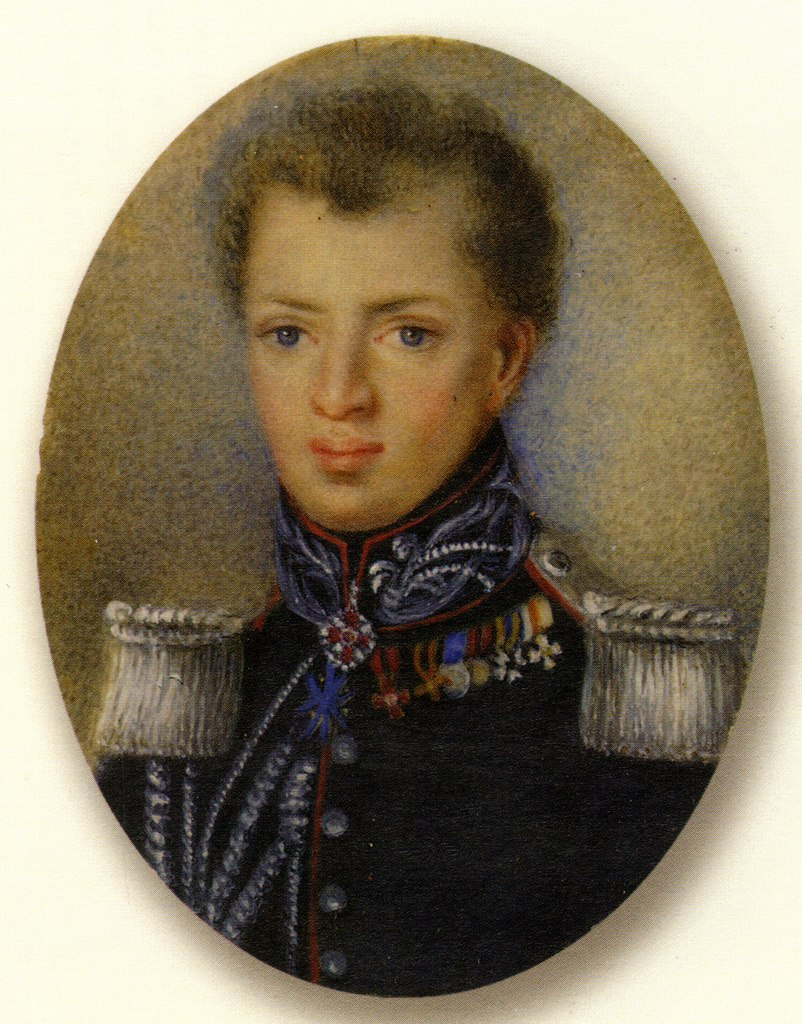
Портрет работы неизвестного художника, 1820-е гг.

В 1819 году Ф. Ф. Шуберта назначают начальником 3-го отделения Военно-топографического депо Главного штаба, а с 1820 года он становится начальником триангуляции и топографической съёмки Петербургской губернии и в этом же году получает звание генерал-майора.
В 1822 году Ф. Шуберт разрабатывает проект положения о Корпусе топографов и вскоре становится первым директором вновь учреждённого Корпуса. Спустя 3 года его назначают управляющим, а с 1832 года — директором (до 1843 года) Военно-топографического депо Главного штаба, одновременно, получив обязанности генерал-квартирмейстера Главного штаба, а также членом Совета Академии Главного штаба. Следует заметить, что в период временного отсутствия начальника Главного Штаба, его обязанности выполнял Директор военно-топографического депо. Помимо этих должностей Ф. Ф. Шуберт с 1827 по 1837 год был также и начальником Гидрографического депо Главного Морского штаба Его Императорского Величества. Управление этими учреждениями Фёдор Фёдорович успешно совмещал с рядом других не менее ответственных обязанностей.
Он руководит обширными тригонометрическими и топографическими работами в целом ряде губерний, занимается организацией издания «Записок Военно- топографического депо» (ежегодное издание, выходившее вплоть до начала 1920-х голов) и «Записок Гидрографического депо»; составляет и издаёт «Руководство для исчисления тригонометрической съёмки и работ Военно-топографического депо», которое служило основным пособием для топографов на протяжении нескольких десятилетий. 20 июня 1827 года Ф. Ф. Шуберт был избран почётным членом Петербургской Академии наук, а в 1831 году за отличие по службе его производят в генерал-лейтенанты. Большое значение получают картографические труды Фёдора Фёдоровича, особенно изданная им на 60 листах десятивёрстная специальная карта Западной части России, известная под именем «Карты Шуберта», гравированные планы Москвы и Санкт-Петербурга, а также его работы, посвящённые изучению вида и размеров Земли.
В 1845 году Ф. Ф. Шуберт становится генералом от инфантерии, а в следующем году его назначают директором Военно-учёного комитета Главного штаба, которым он руководил до его упразднения в 1859 году. При таком обилии ответственных должностей Ф. Ф. Шуберт не только прекрасно справлялся с возложенными на него обязанностями, но и вносил много нового в деятельность каждого учреждения, в котором ему приходилось работать, поэтому его вклад в развитие отечественной военно-топографической службы был весьма значителен, а авторитет в учёном мире очень велик. Свободное от государственной службы время Фёдор Фёдорович посвящал нумизматике (в 1857 году им был опубликован капитальный труд по этому вопросу). Он в совершенстве владел четырьмя языками, прекрасно разбирался в музыке и живописи, был разносторонним, трудолюбивым и культурным человеком.
12 февраля 1889 года в Санкт-Петербурге прошла выставка, посвящённая юбилею Ф. Ф. Шуберта, о чём повествует «Каталог карт, планов и съёмок, выставленных в Конференц-зале императорской Академии наук в столетнюю годовщину дня рождения почетного члена Академии наук и бывшаго начальника военно-топографическаго депо генерала от инфантерии Ф. Ф. Шуберта», изданный в 1889 г. в Петербурге. Его имя выгравировано на юбилейной медали «В память пятидесятилетия Корпуса военных топографов. 1822—1872 гг.».

## Съемка Балтийского моря
Помощниками были назначен В. В. Врангель (1797—1872), отвечавший за астрономические и триангуляционные работы, и М. Ф. Рейнеке (1801—1859), который руководил съемкой и промерами. Участвовал в экспедиции 1833 г. В работах этой экспедиции принимали участие, кроме России также прибалтийские государства — Пруссия, Дания и Швеция. На берегу были созданы временные обсерватории, которые тригонометрически были связаны с 22 геодезическими пунктами. Балтийское море получило взаимную астрономическую связь на 40 пунктах. По готовности опорной сети производились съемка и промеры. Где съемка не производилась подчиненными Ф. Шуберта, её производили силами Гидрографического ведомства с помощью мензулы и буссоли. Для гаваней и наиболее ответственных участков — шхерных фарватеров в масштабе 200 саженей в дюйме, но в основном в масштабе 1 : 42000 (I верста в дюйме). Рельеф наносился на глаз в узкой прибрежной полосе. Промеры производился со шлюпов и парусных ботов параллельными галсами. В 1835 г. выполнена связь Российских и Скандинавских триангуляций. В 1838 г. участвовал в специальной хронометрической экспедиция для увязки астропунктов по долготе на берегах Балтийского моря, продолжавшейся 115 дней. В распоряжение экспедиции был предоставлен пароход «Геркулес». Экспедиция располагала 32 настольными (или столовыми) и 24 карманными хронометрами, которые ежедневно между собой сверялись.

## Награды
Российской империи:

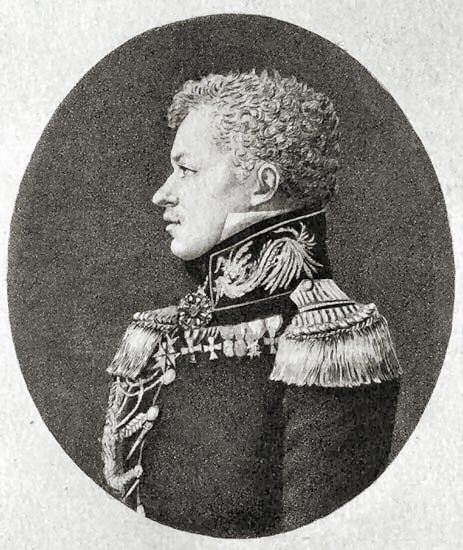
Портрет Ф. Ф. Шуберта, XIX в.

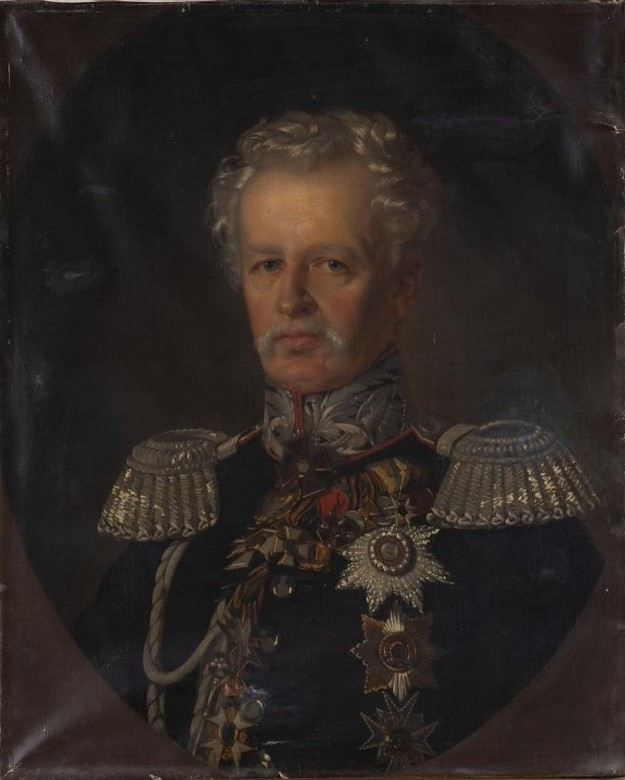
Портрет Ф. Ф. Шуберта, 1840—1850 е гг.

- Орден Святой Анны 4-й степени (1806)[8] (14 января 1807)[9]
- Крест «За победу при Прейсиш-Эйлау» (1807)[8]
- Орден Святого Владимира 4-й степени с бантом (22 апреля 1807)[9]
- Золотая шпага с надписью «За храбрость» (6 февраля 1811)[8]
- Орден Святой Анны 2-й степени (26 сентября 1812)[10]; алмазные знаки к ордену (1812)
- Бриллиантовый фермуар (1824)[8]
- Орден Святого Владимира 2-й степени (19 марта 1826)[8][11]
- Орден Святого Георгия 4-й степени (26 ноября 1826)[8][12]
- Бриллиантовый фермуар (1826)[8]
- Бриллиантовый перстень (1827)[8]
- Табакерка с вензелем имени Государя Императора (1828)[8]
- Орден Святой Анны 1-й степени (1 января 1829); императорская корона к ордену (1 января 1831)[8]
- Орден Белого орла (1833)[8]
- Знак отличия беспорочной службы за ХХХ лет (1834)[8]
- Табакерка с портретом Государя Императора, алмазами украшенная (1836)[8]
- Орден Святого Александра Невского (26 марта 1839)[8];
- Алмазные знаки к ордену Святого Александра Невского (16 апреля 1841)[13]
- Знак отличия беспорочной службы за ХХХV лет (1841)[13]

Иностранных государств:
- Орден «Pour le Mérite» (1813, Королевство Пруссия)[8]
- Орден Меча рыцарский крест 1-го класса (Королевство Швеция)
- Орден Красного орла 3-й степени (Королевство Пруссия)
- Табакерка с вензелем имени короля Прусского (1823, Королевство Пруссия)[8]
- Орден Белого сокола командорский крест (1832, Герцогство Саксен-Веймар-Эйзенах)[8]
- Орден Красного орла 2-й степени со звездой (1834, Королевство Пруссия)[8]
- Орден Меча командорский крест со звездой (KmstkSO) (1835, Королевство Швеция)[8]
- Орден Даннеброг 1-й степени (1836, Королевство Дания)[8]

## Память
В честь Ф. Ф. Шуберта названы:
- залив Шуберта (Карское море, Новая Земля, залив открыт в 1833 году П. К. Пахтусовым, им же присвоено название заливу)[14];
- мыс Шуберта (Карское море, Новая Земля, мыс нанесён на карту 1833 году П. К. Пахтусовым)[14];
- мыс Шуберта (Карское море, остров Белый, мыс обследован в 1828 году штабс-капитаном Корпуса флотских штурманов И. Н. Ивановым, им же присвоено название мысу)[14].

## Семья

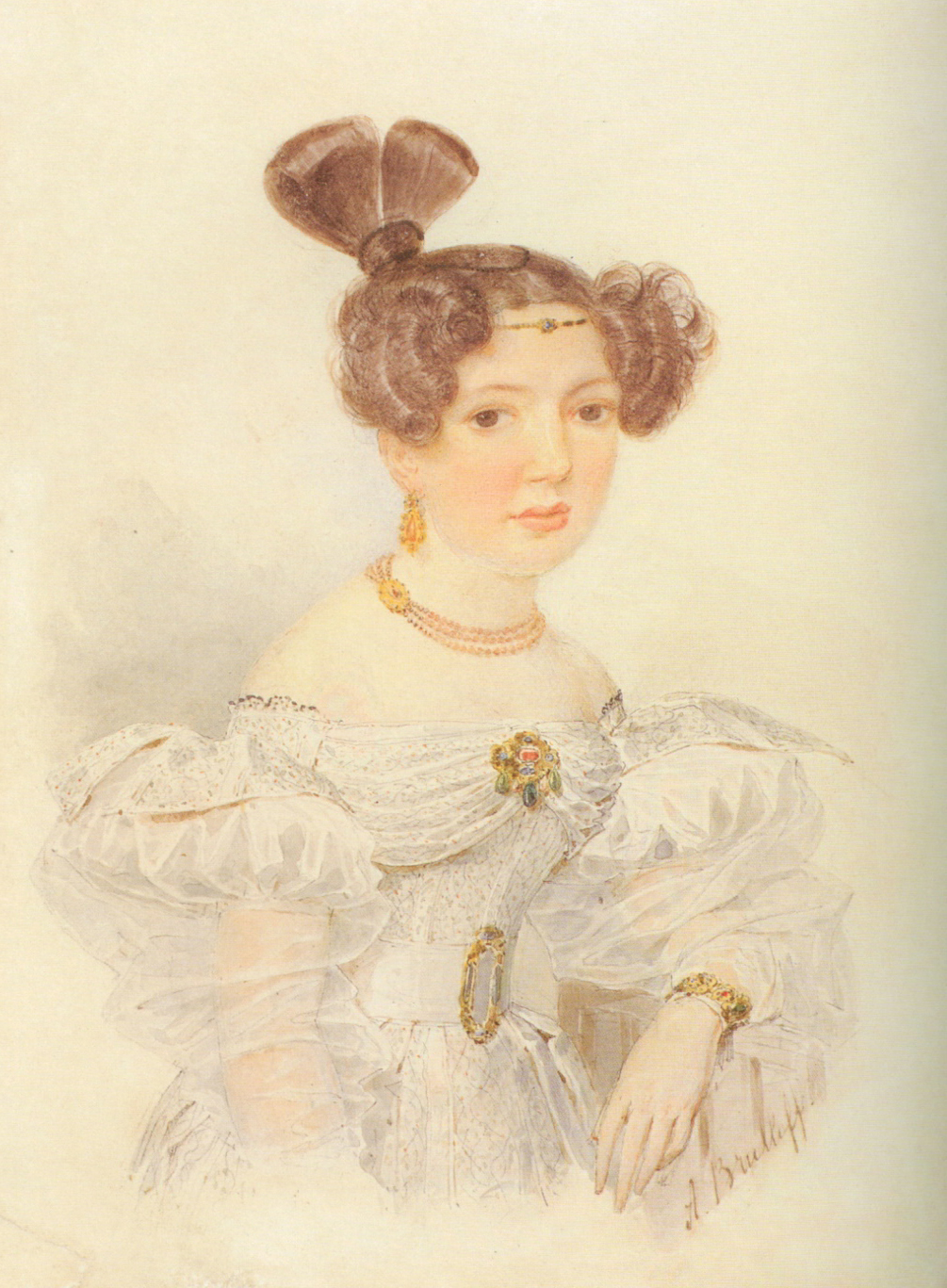
Софья Шуберт
Художник А. П. Брюллов,1830-е

В 1820 году женился на баронессе Софье Александровне Раль (1801—1833), дочери барона Александра Александровича фон Раля (1756—1833) от брака с Елизаветой Александровной Мольво (1768—1843). Таким образом генерал породнился с мужем её сестры Аделаиды — журналистом О. И. Сенковским, а также с мужем другой сестры, Александры, художником А. П. Брюлловым.
Как все дети придворного банкира барона А. А. Раля, Софья получила прекрасное домашнее воспитание и образование, на которое отец не жалел денег, унаследовала его любовь к музыке. Дом Ралей, как впоследствии и дом Шубертов, был одним из заметных музыкальных центров пушкинского Петербурга.

По словам мужа, она была 
прекрасным созданием,

по отзыву сестры А. А. Сенковской — 
женщиной милой, чрезвычайно умной
В Софью Александровну был безответно влюблен О. И. Сенковский, который по её желанию женился в 1829 году на её младшей сестре Адели.

## Дети
В браке у Шубертов родилось шестеро детей, из которых двое сыновей умерли малолетними.
- Елизавета (Элизабет Фридерика, нем. Elisabeth Friederike; 1820—1879), вышла замуж за генерал-лейтенанта Василия Васильевича
Корвин-Круковского (1801—1875), их дочери — знаменитый математик С. В. Ковалевская и писательница, участница Парижской Коммуны А. В. Жаклар, а их сын — генерал Ф. В. Корвин-Круковский.
- Софья (Софи Тереза, нем. Sophie Therese; 1822—1892)
- Александра (Александрина, нем. Alexandrine; 1824—1901), жена Николая Фёдоровича Аделунга (1809—1879), секретаря вел. кн. Ольги Николаевны, служившего в Министерстве иностранных дел.
- Фёдор (Фридрих Теодор, нем. Friedrich Theodor; 1831—1877), получил домашнее образование, окончил Петербургский университет по математическому отделению, служил в Военном министерстве. 
С незамужней сестрой Софьей унаследовал дом Шубертов на Первой линии Васильевского острова, где частым гостем был Ф. М. Достоевский. Фёдор Фёдорович пользовался обожанием своих сестер и многочисленных тетушек. В семье его называли Оракулом и обращались к нему во всех серьёзных жизненных ситуациях.

## Галерея

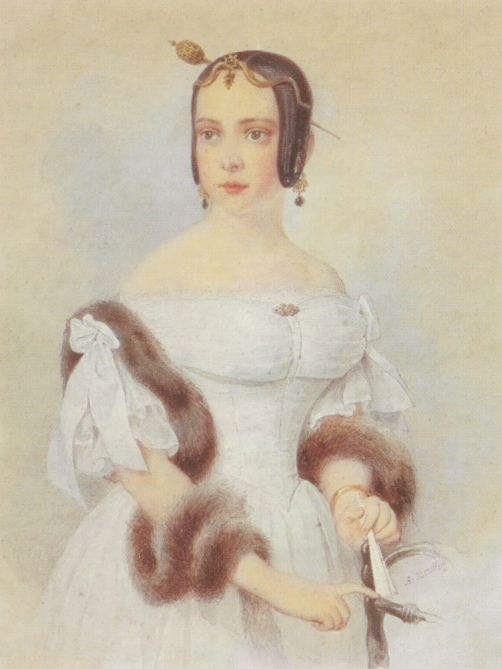
Акварель А.П.Брюллова Портрет Александры Фёдоровны Шуберт 1840-е гг.
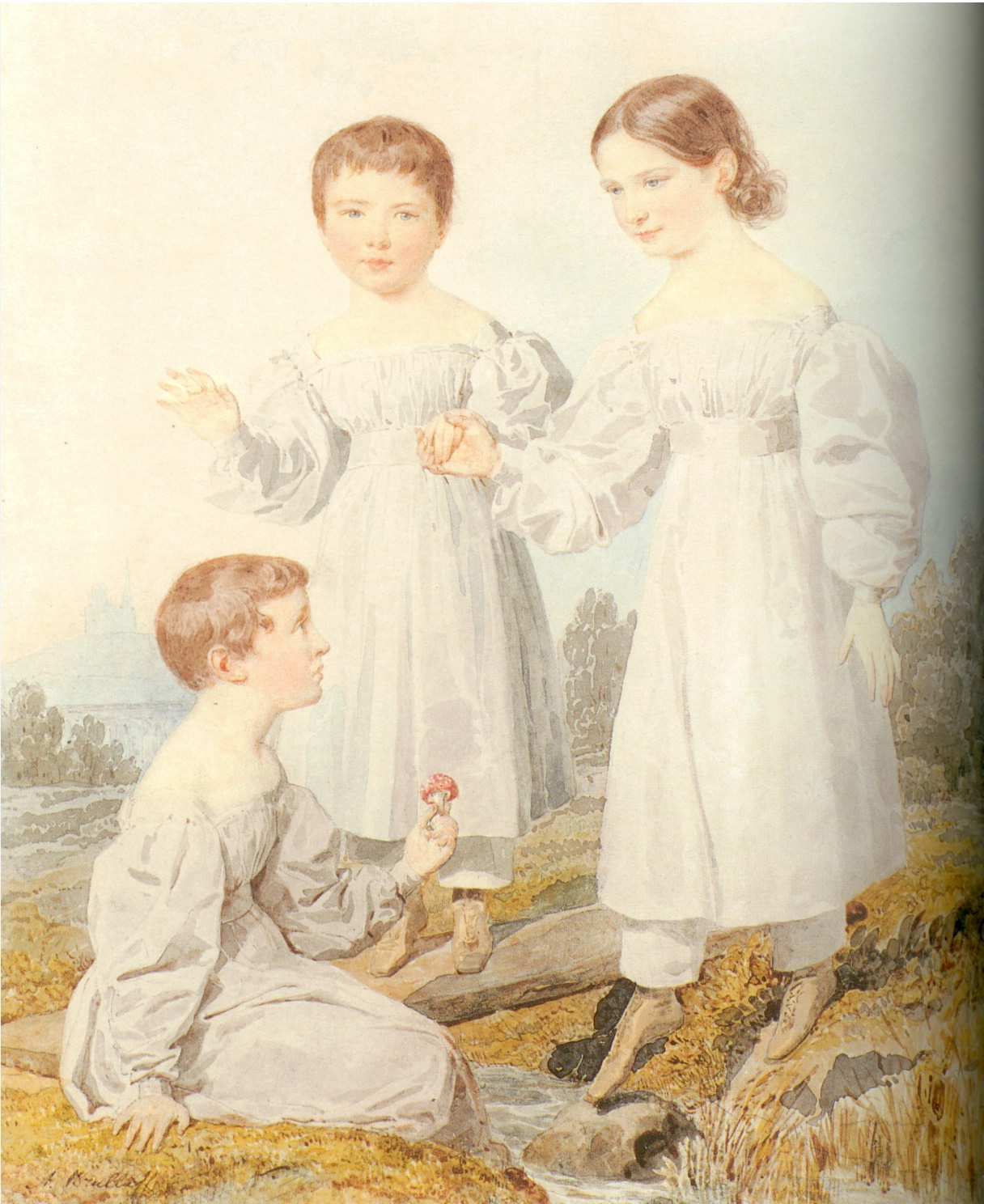
Акварель А.П.Брюллова Портрет дочерей С. А. Шуберт,1830-е гг.
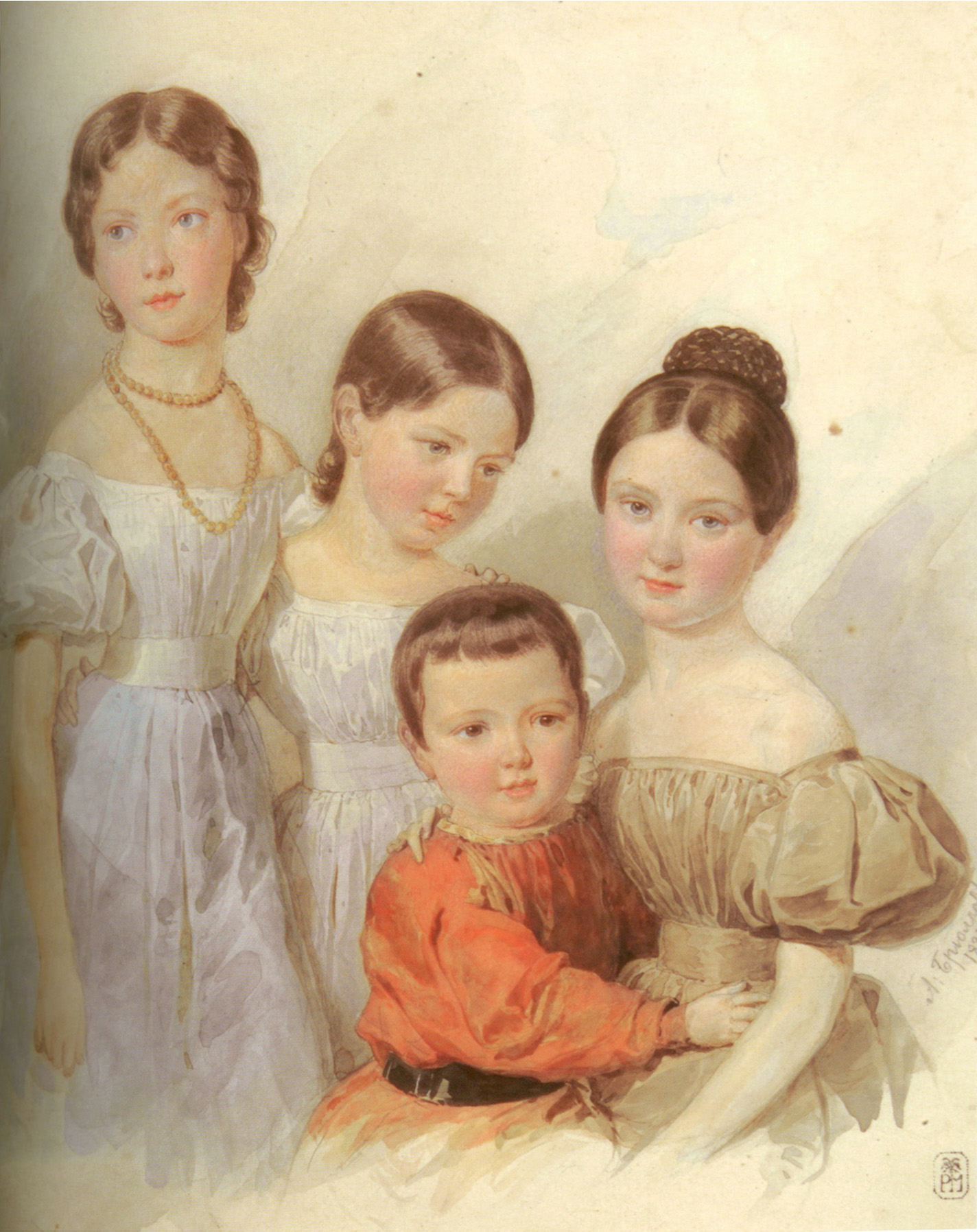
Акварель А.П.Брюллова Портрет детей С. А. Шуберт, 1835 г.
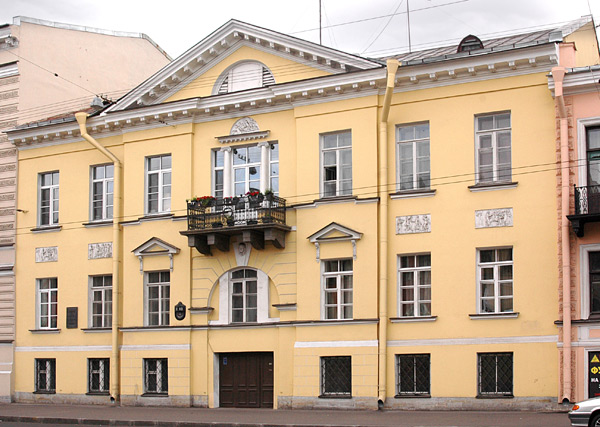
Дом Шубертов, памятник архитектуры периода классицизма

## Сочинения Ф. Ф. Шуберта
- История Военно-топографического депо и геодезических работ Генерального штаба. — СПб., 1837.
- Записки военно-топографического депо. Спб.1837 г.(Ежегодное издание продолжалось вплоть до начала 1920-х годов)
- Unter dem Doppeladler.[Herausgegeben und eingeleitet von Eric Amburger].Stuttgart, 1962. (Мемуары: Воспоминания немца на русской военной службе, 1789—1814).
- Описание Русских Монет и Медалей Собрания — 1843.